# West End Girls
West End Girls är en låt av den brittiska synthpopgruppen Pet Shop Boys. Den släpptes som singel två gånger. Den första versionen från 1984 blev bara en mindre hit, men en nyinspelning tillsammans med producenten Stephen Hague från 1985 nådde förstaplatsen på både den engelska och amerikanska singellistan. 
Låten är influerad av hiphopmusik, särskilt av Grandmaster Flash låt The Message och texten även av T.S. Eliots collageartade dikt Det öde landet. Låten är inkluderad på gruppens debutalbum Please.
1987 utsågs West End Girls till bästa singel på BRIT Awards, och till bästa internationella hit på Ivor Novello Awards. Vid Ivor Novello Awards 50-årsjubileum 2005 utsågs West End Girls till den bästa brittiska låt som utgivits mellan åren 1985 och 1994.
2020 utsågs den av The Guardian till den bästa låt genom tiderna som blivit etta på brittiska singellistan.

## Utgåvor
- 7" UK (1984)

1. West End Girls – 4:10
2. Pet Shop Boys – 5:10

- 12" UK (1984)

1. West End Girls (extended mix) – 7:50
2. Pet Shop Boys – 5:10

- 7" Belgien (1984)

1. West End Girls – 4:10
2. Pet Shop Boys – 5:10

- 7" Tyskland (1984)

1. West End Girls (Edit) – 3:21
2. Pet Shop Boys (Edit) – 3:26

- 7" Kanada (1984)

1. West End Girls (Original 7" version) – 4:14
2. West End Girls (Original 7" version) – 4:14

- 7" UK (1985)

1. West End Girls – 3:55
2. A Man Could Get Arrested (7" version) – 4:50

- 10" limited edition – UK (1985)

1. West End Girls (10" mix) – 7:05
2. A Man Could Get Arrested (Bobby Orlando version) – 4:18

- 12" UK (1985)

1. West End Girls (dance mix) – 6:31
2. A Man Could Get Arrested (12" version) – 4:09
3. West End Girls – 3:55

- 12" The Shep Pettibone Mastermix – UK (1985)

1. West End Girls (The Shep Pettibone Mastermix) – 8:09
2. West End Dub – 9:31
3. A Man Could Get Arrested (12" version) – 4:09